# 14367 Hippokrates
A 14367 Hippokrates (ideiglenes jelöléssel 1988 RY3) a Naprendszer kisbolygóövében található aszteroida. Freimut Börngen fedezte fel 1988. szeptember 8-án.